# 栄輪院
栄輪院（えいりんいん、天文20年（1551年）? - 天正元年（1573年））は、戦国時代の女性。織田信秀の六女で、織田信長の妹。小田井城主・織田信直に嫁いだ事から小田井殿や小田井の方とも称される。
信秀の晩年に生まれた娘で、清洲三奉行の筆頭格である藤左衛門家の織田信張の子・信直に嫁いだ。信直との間には2男1女（織田信氏、織田忠辰、牧野宮内少輔の娘）が生まれている。栄輪院殿は信直が死去する前年に23歳で死去した。